# هارخن
هارخن (به هلندی: Hargen) یک منطقهٔ مسکونی در هلند است که در برخن، هلند شمالی واقع شده‌است.